# Озан Гувен
Озан Гувен (тур. Ozan Güven) је турски глумац, немачког порекла.

## Биографија
Озен је рођен 19. маја 1975, у Нирнбергу. Глуму је студирао на измирском колегију. Најпознатији је по улози Рустем-паше, у турској серији Сулејман Величанствени.
Осим у тој серији, глумио је и у другим бројним серијама и филмовима.